# Амаранте, Кателло (гребец, 1990)
Кателло Амаранте (итал. Catello Amarante; род. 1 мая 1990, Кастелламмаре-ди-Стабия) — итальянский гребец, выступающий за национальную сборную Италии по академической гребле начиная с 2008 года. Чемпион мира и Европы, победитель и призёр этапов Кубка мира.

## Биография
Кателло Амаранте родился 1 мая 1990 года в городе Кастелламмаре-ди-Стабия региона Кампания, Италия. Серьёзно заниматься греблей начал в возрасте девяти лет в 1999 году, проходил подготовку в местном клубе Stabia CN, позже перешёл в команду Marina Militare Sabaudia.
Впервые заявил о себе в сезоне 2008 года, когда вошёл в состав итальянской национальной сборной и выступил на чемпионате мира в Оттенсхайме, где занял пятое место в юниорском зачёте четвёрок распашных с рулевым лёгкого веса. Два года спустя на молодёжном мировом первенстве в Бресте стал серебряным призёром в лёгких безрульных распашных четвёрках. Ещё через год на аналогичных соревнованиях в Амстердаме одержал в той же дисциплине победу.
Первого серьёзного успеха на международной арене добился в 2012 году, когда побывал на чемпионате мира в Пловдиве и привёз оттуда награду серебряного достоинства, выигранную в программе лёгких восьмёрок. В следующем сезоне на мировом первенстве в Чхунджу был лучшим в этой дисциплине.
В 2016 году выступил в парных четвёрках лёгкого веса на чемпионате мира в Роттердаме, но попасть здесь в число призёров не смог.
В 2017 году в лёгких распашных четвёрках без рулевого завоевал серебряную медаль на европейском первенстве в Рачице, тогда как на мировом первенстве в Сарасоте показал в главном финале четвёртый результат, остановившись в шаге от призовых позиций.
На чемпионате Европы 2018 года в Глазго одержал победу в четвёрках парных, в то время как на чемпионате мира в Пловдиве стал серебряным призёром.